# Zhang Li (marteau)
Pour les articles homonymes, voir Zhang Li.
Dans ce nom chinois, le nom de famille, Zhang, précède le nom personnel.
Zhang Li (张莉, née le 13 mars 1993) est une athlète chinoise, spécialiste du lancer de marteau.
Son record personnel est de 66, m, réalisé dans le Hebei. Elle obtient la médaille de bronze aux Championnats du monde junior d'athlétisme 2010 à Moncton.